# Eastern-Air-Lines-Flug 663
Eastern-Air-Lines-Flug 663 war ein planmäßiger Inlandsflug von Boston, Massachusetts nach Atlanta, Georgia, der am 8. Februar 1965 nach der ersten Zwischenlandung kurz nach dem Abheben vom John F. Kennedy International Airport in der Nähe des Jones Beach State Parks in New York abstürzte. Die DC-7 hatte geplante Zwischenlandungen in New York City, Richmond, Charlotte, und Greenville. Alle 79 Passagiere und die 5 Besatzungsmitglieder an Bord der Douglas DC-7 der Eastern Air Lines wurden bei dem Unfall getötet.
Die Untersuchungen des National Transportation Safety Board (NTSB) und des Civil Aeronautics Board (CAB) stellten fest, dass Flugmanöver, die die Crew der DC-7 unternommen hat, um einer sich annähernden Boeing 707 der Pan Am auszuweichen, dazu führten, dass die Piloten desorientiert waren und deswegen die Kontrolle über das Flugzeug verloren.

## Flugverlauf
Die Douglas DC-7, die auf dem Flug 663 eingesetzt war, machte ihren Erstflug 1958 und hatte bis zum Tage ihres Absturzes rund 18.500 Flugstunden absolviert. Sie wurde von Flugkapitän Frederick R. Carson, 41, geflogen. Er war 19 Jahre bei Eastern Air Lines angestellt und hatte eine Flugerfahrung von 12.607 Flugstunden angesammelt. Kopilot war der 41-Jährige Edward R. Dunn mit 8550 Flugstunden, der seit neun Jahren für die Fluggesellschaft flog. Der Flugingenieur war der 24 Jahre alte Douglas C. Mitchell. Er war 407 Stunden als Pilot und 141 Stunden als Flugingenieur geflogen. Alle drei hatten die notwendigen Flugprüfungen für die DC-7B bestanden. Die beiden Flugbegleiterinnen an Bord waren Linda Lord und Judith Durkin.
Der Flug vom Logan International Airport in Boston, Massachusetts zum John F. Kennedy International Airport von New York City verlief ohne Zwischenfälle. Die DC-7 startete vom Kennedy-Flughafen um 18:20 Uhr EDT nach Instrumentenflugregeln (IFR) in Richtung Byrd Field (dem heutigen Richmond International Airport) in Richmond, Virginia. Der Start verlief normal und die Fluglotsen des Kontrollturmes bereiteten die Übergabe der DC-7 an das New York Air Route Traffic Control Center (ARTCC) auf Long Island vor und wiesen die Luftverkehrskontrolle darauf hin, dass DC-7 eine Dutch Seven Departure durchführte. Dabei handelte es sich um ein Abflugverfahren, das eine Reihe von Kurven über dem Atlantischen Ozean vorsah, um ein Überfliegen von New York City zu vermeiden. Das New York ARTCC antwortete mit der Information, dass eine ankommende Boeing 707, welche auf dem Flug 212 der Pan American World Airways unterwegs war, sich im selben Luftraum im Sinkflug auf 4000 Fuß befand.
| Sender                                    | Funkspruch                                                                        | Ref.  | Übersetzung                                                              |
| ----------------------------------------- | --------------------------------------------------------------------------------- | ----- | ------------------------------------------------------------------------ |
| New York Air Route Traffic Control Center | All right, at three miles north of Dutch is Clipper 212 descending to 4,000.      | [ 3 ] | Alles klar, drei Meilen nördlich von Dutch sinkt Clipper 212 auf 4000    |
| New York Air Route Traffic Control Center | How does he shape up with that boy coming in … the guy at his 1 o'clock position? | [ 3 ] | Wie kommt er klar mit dem Jungen, der hereinkommt … der Typ auf ein Uhr? |
| JFK Control Tower                         | We're above him.                                                                  | [ 3 ] | Wir sind über ihm.                                                       |

Zwar gab der Kontrollturm an, dass die DC-7 in einer größeren Höhe flog als die Boeing 707, tatsächlich befand sich die DC-7 jedoch niedriger. Der Kontrollturm funkte nachfolgend an die Piloten der 707, dass sich in deren Luftraum ein weiteres Flugzeug bei „11 Uhr“ – das heißt in Anlehnung an ein Zifferblatt etwas links voraus – bewegte, sechs nautische Meilen südöstlich der Pan Am, im Steigflug von 3000 Fuß befand. Die Piloten der 707 bestätigten dies. Die Luftverkehrskontrolle funkte dann an die DC-7 eine ähnliche Mitteilung, die DC-7 sei auf „2 Uhr“, fünf Meilen entfernt, jedoch unterhalb der DC-7. Tatsächlich war die 707 der Pan Am jedoch oberhalb der DC-7, im Sinkflug von 5000 Fuß. Der Flugkapitän Carson bestätigte, dass er das andere Flugzeug sah und dass er begann, in die Abflugroute D7 zu drehen, und meldete sich ab.
| Sender (fett) Empfänger         | Funkspruch                                                                                    | Ref.        | Übersetzung                                                                          |
| ------------------------------- | --------------------------------------------------------------------------------------------- | ----------- | ------------------------------------------------------------------------------------ |
| JFK-Kontrollturm an Pan Am 212  | Traffic at 11 o’clock, six miles, southeastbound, just climbing out of three [thousand feet]. | [ 1 ] [ 4 ] | Verkehr auf elf Uhr, sechs Meilen, südostwärts, jetzt steigend von drei[tausend Fuß] |
| Pan Am 212 an JFK-Kontrollturm  | We have traffic.                                                                              | [ 1 ] [ 4 ] | Wir haben [den] Verkehr.                                                             |
| JFK-Kontrollturm an Eastern 663 | Traffic, 2 o’clock, five miles, northeast-bound, below you.                                   | [ 1 ] [ 4 ] | Verkehr, zwei Uhr, fünf Meilen, nordostwärts, unter ihnen.                           |
| Eastern 663 an JFK-Kontrollturm | Okay. We have the traffic. Turning one seven zero, six six three… good night.                 | [ 1 ] [ 4 ] | Okay. Wir haben ihn. Drehen auf eins sieben null, sechs sechs drei… gute Nacht.      |
| JFK-Kontrollturm an Eastern 663 | Good night, sir.                                                                              | [ 1 ] [ 4 ] | Gute Nacht, Sir.                                                                     |

Die Piloten der DC-7 funkte um 18:25 Uhr „good night“. Dieser Funkspruch war die letzte Übertragung des abgestürzten Flugzeuges.

## Absturz
Die Nacht des 8. Februar war dunkel, da es keinen sichtbaren Sternenhimmel oder Mondschein gab, auch der Horizont war nicht erkennbar. Als die beiden Flugzeuge sich ähnlichen Positionen annäherten, hatten deren Piloten keine Orientierungspunkte, um die tatsächliche Entfernung oder Position zu bestimmen. Die von der DC-7 nach dem Start zu fliegende Kurve und der spätere Linksschwenk des Pan-Am-Flugzeugs auf den festgelegten Kurs hatte die beiden Piloten zur Illusion geführt, die beiden Flugzeuge befänden sich auf einem direkten Kollisionskurs. Die Boeing rollte nach rechts und leitete einen Sinkflug ein, um einen Zusammenstoß zu vermeiden. Die DC-7 begann mit einer extremen Rechtskurve, um das andere Flugzeug sicher vorbeizulassen. Der Kapitän der 707 schätzte später, dass die beiden Flugzeuge einander in einer Entfernung von 200 bis 500 Fuß (60 bis 150 Meter) passierten, der Erste Offizier schätzt die Entfernung auf nur 200 bis 300 Fuß (60 bis 90 Meter).
Die DC-7 konnte nach dem ungewöhnlichen Flugmanöver nicht mehr unter Kontrolle gebracht werden und stürzte in das eisige Wasser des Atlantischen Ozeans, wo das Flugzeug beim Aufprall explodierte. Die Besatzung der Boeing 707 der Pan American meldete den Absturz als erste. Die Piloten eines anderen Flugzeugs, das einige Minuten vor der DC-7 zum Air-Canada-Flug 627 abgehoben hatte, gab die Meldung von einer Explosion auf Meereshöhe ebenfalls weiter.
| Sender (fett) Empfänger             | Funkspruch | Ref.        | Übersetzung |
| ----------------------------------- | --- | ----------- | --- |
| Pan Am 212 an JFK Control Tower     | Uh… OK. We had a close miss here. Uh… we’re turning now to… Uh… three six zero and… Uh… did you have another target in this area at the same spot where we were just a minute ago? | [ 3 ] [ 4 ] | Äh… OK. Wir hatten hier beinahe einen Zusammenstoß. Äh… wir drehen jetzt auf… äh… drei sechs null und… äh… hatten sie ein anderes Ziel in dem Bereich wo wir gerade vor einer Minute waren? |
| JFK Control Tower an Pan Am 212     | Uh… affirmative, however, not on my scope at present time. | [ 3 ] [ 4 ] | Äh… positiv, allerdings im Moment nicht auf meinem Schirm. |
| Pan Am 212 an JFK Control Tower     | Is he still on the scope? | [ 4 ]       | Ist er noch auf dem Schirm? |
| JFK Control Tower an Pan Am 212     | No sir. | [ 4 ]       | Nein, Sir. |
| Pan Am 212 an JFK Control Tower     | It looked like he's in the Bay then, because we saw him. He looked like he winged over to miss us and we tried to avoid him, and we saw a bright flash about one minute later. He was well over the top of us, and it looked like he went into an absolute vertical turn and kept rolling. | [ 3 ] [ 4 ] | Es sieht so aus, als ob er in der Bucht ist, weil wir ihn gesehen haben. Er sah so aus, als ob er über den Flügel rollte, um uns auszuweichen, und wir versuchten ihm auszuweichen, und wir sahen einen hellen Blitz, etwa eine Minute später. Er war ein gutes Stück über uns, und es sah so aus, als ob er in eine vollständig vertikale Kurve ging und weiter rollte. |
| Air Canada 627 an JFK Control Tower | There's a big fire going out on the water here about our 2 o'clock position right now. I don't know what it is. It looked like a big explosion. | [ 3 ]       | Da ist ein großes Feuer auf dem Wasser hier bei unserer Zwei-Uhr-Position jetzt. Ich weiß nicht, was es ist. Es sah aus wie eine große Explosion. |

Nach der Explosion sank das Flugzeug auf den Grund des 22 Meter tiefen Wassers. Mehrere Flugzeugbesatzungen, darunter die auf Pan-Am-Flug 212, Air-Canada-Flug 627 und Braniff-Airlines-Flug 5 gaben über Funk die Nachricht von einer Explosion an die Luftverkehrskontrolle weiter. Das Flugzeug brach beim Aufschlagen auf das Wasser auseinander und wurde zerstört.
Alle Personen an Bord – die 5 Besatzungsmitglieder und die 79 Passagiere – wurden beim Aufschlag auf das Wasser getötet.

## Folgen und Untersuchung
Fünfzehn Schiffe, elf Hubschrauber und zahlreiche Rettungsschwimmer begaben sich in der Hoffnung, Überlebenden helfen zu können, zu der Unfallstelle. Zwei Stunden nach dem Absturz begannen Trümmerteile an der Stelle an die Oberfläche aufzusteigen. Bis zum Sonnenaufgang wurden sieben Leichen geborgen, drei weitere wurden im Laufe der folgenden drei Tage entdeckt.
Die Navy stellte Sonarinstrumente zur Verfügung, um die Suche nach dem Wrack zu erleichtern. Weitere dreizehn Schiffe der United States Coast Guard suchten die Ufer von Long Island ab, freiwillige Helfer sammelten an einem 65 Kilometer langen Küstenabschnitt Trümmer ein, die an Land gespült wurden.
Der Civil Aeronautics Board (CAB) hat den Flugunfall untersucht. Für die DC-7 gab es keine Pflicht zur Ausstattung mit einem Flugdatenschreiber, der automatisch alle Flugmanöver der Piloten aufgezeichnet hätte. Deswegen war der CAB bei seinen Ermittlungen auf Zeugenaussagen und Aufzeichnungen des Funkverkehrs angewiesen und schätzte die Ursachen aufgrund von Erfahrungen ein. Der CAB stellte fest, dass die Ausweichmanöver, welche die Piloten der DC-7 unternommen hatten, um dem entgegenkommenden Flugzeug der Pan auszuweichen, einen Verlust der räumlichen Orientierung verursacht hat. Diese Desorientierung und das extreme Ausweichmanöver machten es für die Piloten unmöglich, das Rollen des Flugzeuges in den wenigen Sekunden abzufangen, die vor dem Aufprall auf die Wasseroberfläche verblieben waren. Der CAB stellte auch fest, dass Flugkapitän Carson weder Zeit noch ausreichende Informationen dazu hatte, die Position der DC-7 relativ zur 707 einzuschätzen und dass der Kapitän unter der gegebenen Illusion eines Kollisionskurses richtig gehandelt hat, als er das Ausweichmanöver begonnen hat. Anfängliche Nachrichtenmeldungen gaben an, dass der Beinahezusammenstoß der DC-7 und der 707 den Unfall verursacht hat; die FAA wies diesen Grund jedoch damit zurück, dass es keine Gefahr eines Zusammenstoßes in der Luft gegeben hat. Der CAB machte in seinem Abschlussbericht keine Empfehlungen.
Zum damaligen Zeitpunkt war der Absturz der DC-7 der fünftschwerste Flugunfall in den Vereinigten Staaten (inzwischen an 25. Stelle). Der Unfall ist bis heute der drittschwerste mit einer DC-7 (nach Caledonian-Airways-Flug 153 und Northwest-Airlines-Flug 293).

## Belege
1. 1 2 3 4 5  Beschreibung des Flugunfalls auf der Website von Aviation Safety Network. Abgerufen am 6. Dezember 2009 (englisch)
2. 1 2 3 4 5 6 7 8  Civil Aeronautics Board, Accident Investigation Report, Douglas DC-7B, N849D, In the Atlantic Ocean 6.5 Nautical Miles South-Southwest of Jones Beach, Long Island, New York, February 8, 1965 (in Englisch), abgerufen am 6. Januar 2018
3. 1 2 3 4 5 6 7 8 9 10   Disasters: Good Night In: Time Magazine, 19. Februar 1965. Abgerufen am 6. Dezember 2009 (englisch).
4. 1 2 3 4 5 6 7   Wreckage Of Airliner Believed Found (PDF) In: Toledo Blade, 12. Februar 1965, S. 12. Abgerufen am 1. Januar 2010 (englisch).  (nur Text)
5. 1 2 3   Ocean Is Searched Today For Plane Crash Victims In: The Free-Lance Star, 9. Februar 1965, S. 1. Abgerufen am 7. Dezember 2009 (englisch).
6. ↑  Homer Bigart:  DEBRIS IS FOUND; Ships Search Area – Eastern Plane Was on Way South 84 Lost as DC-7 Crashes Into the Atlantic Near Jones Beach. No Survivors Are Seen In: The New York Times, 9. Februar 1965, S. 1. Abgerufen am 7. Dezember 2009 (englisch). „A massive search by surface craft and helicopters yielded not even one piece of debris for more than two hours. Then, Coast Guard cutters began finding small pieces – headrests, bits of metal, a torn maroon blazer and finally bodies.“
7. ↑   Plane Plunge Fatal to 84 In: Eugene Register-Guard, 9. Februar 1965, S. 1. Abgerufen am 7. Dezember 2009 (englisch).